# 53 Eridani
Spectrum eller 53 Eridani, som är stjärnans Flamsteed-beteckning, är en dubbelstjärna belägen i den mellersta delen av stjärnbilden stjärnbilden Eridanus, som också har Bayer-beteckningen I Eridani. Den har en kombinerad skenbar magnitud på ca 3,87 och är väl synlig för blotta ögat där ljusföroreningar ej förekommer. Baserat på parallaxmätning inom Hipparcosuppdraget på ca 29,7 mas, beräknas den befinna sig på ett avstånd på ca 110 ljusår (ca 34 parsek) från solen. Den rör sig bort från solen med en heliocentrisk radialhastighet av ca 43 km/s.

## Nomenklatur
Beteckningen av de två stjärnorna som 53 Eridani A och B härrör från konventionen som används av Washington Multiplicity Catalog (WMC) för flerstjärniga system och har antagits av International Astronomical Union (IAU).
53 Eridani gavs det traditionella latinska namnet Sceptrum (spira), eftersom den var en av de ljusare stjärnorna, utsedd till "p Sceptri (Brandenburgici)", i den föråldrade konstellationen Sceptrum Brandenburgicum. Konstellationen myntades av Gottfried Kirch för att hedra Brandenburgprovinsen i Preussen, men även om den senare användes i en annan atlas av Johann Elert Bode, föll konstellationen ur bruk.
År 2016 organiserade Internationella astronomiska unionen en arbetsgrupp för stjärnnamn (WGSN)  med uppgift att katalogisera och standardisera namn för stjärnor. WGSN fastställde namnet Spectrum för 53 Eridani A den 30 juni 2017 och detta finns nu i IAU:s Catalog of Starname.

## Egenskaper
Primärstjärnan 53 Eridani A är en orange till gul jättestjärna av spektralklass K1 III, som har förbrukat förrådet av väte i dess kärna och utvecklats bort från huvudserien. Den har en massa som är ca 1,1 solmassor, en radie som  är ca 10 solradier och utsänder ca 37 gånger mera energi än solen från dess fotosfär vid en effektiv temperatur av ca 4 600 K.
Följeslagaren, 53 Eridani B, har en skenbar magnitud på 6,95 och dess spektraltyp är okänd. De två stjärnorna har en omloppsperiod på 77 år i en bana med en excentricitet på 0,666. Parets totala massa är 2,49 solmassor.